# Gerblé
 (avril 2017).
Gerblé est une marque du groupe français Nutrition et Santé depuis 1972. Nutrition&Santé est spécialisé dans le domaine agro-alimentaire. Le groupe a réalisé un chiffre d'affaires de 266 millions d'euros en 2015. 
Les produits Gerblé sont commercialisés dans les grandes surfaces en Europe (notamment en France et en Roumanie) mais aussi au Liban ou encore au Japon depuis 2011 où 3 000 points de vente commercialisent les produits Gerblé.

## Historique
La marque Gerblé a été créée en 1928 dans la région lyonnaise. Les biscuits Gerblé sont enrichis en germe de blé, ce qui explique leur nom. 
En 1972, la société Gerblé est rachetée par Alain Chatillon qui créa Diététique & Santé (aujourd'hui Nutrition & Santé). C'est aussi pendant cette période que la société et le marché diététique ont fait leur entrée en grandes surfaces.
En 1975, Gerblé se diversifie en se développant sur le marché de la nutrition sportive. La « barre amande » fut le premier produit à avoir vu le jour dans cette gamme diététique sportive.
En 1991, Gerblé est racheté par Sandoz, devenu plus tard Novartis.
En 2009, l'entreprise intègre Otsuka Pharmaceutical, un groupe leader de la diététique en Asie et aux États-Unis via le holding Nardobel.

## Activité
L'activité de Gerblé se répartit en trois sites de production.
Le premier site est le siège social de Gerblé qui se trouve à Revel (Haute-Garonne), à côté du second site de production situé dans la même ville.
Le troisième site de production est basé à Annonay en Ardèche. Il est spécialisé dans la biscuiterie.